# Хенинг Ревентлов
Хенинг Ревентлов (на немски: Henning Reventlow; * 24 юни 1640 в Глюкщат; † 30 януари 1705 в Кил) е благородник от род Ревентлов от Шлезвиг-Холщайн господар в Хемелмарк, Глазау и Алтенхоф, тайен съветник в Дания.
Той е син на датския канцлер за германските части Детлеф Ревентлов (1600 – 1664) и съпругата му Кристина Рантцау (1618 – 1688), дъщеря на Хенрик/Хайнрих Рантцау († 1620) и Катарина Рантцау (1590 – 1655). Братята му са Хенрик Ревентлов (1638 – 1677), Конрад фон Ревентлов (1644 – 1708 ), от 1673 г. граф, датски премиер-министър и канцлер (1699 – 1708), Фридрих Ревентлов (1649 – 1728), датски офицер, от 1684 до 1689 амтман на Хузум, от 1704 до 1725 пропст на манастир, и Детлев Ревентлов (1654 – 1701), тайен съветник.
Хенинг Ревентлов е господар в Хемелмарк (1675 – 1692), Глазау (1689) и Алтенхоф (1692). Той става кралски „амтсман“ в множество градове в херцогствата.

## Фамилия
Хенинг Ревентлов се жени на 24 декември 1665 г./ пр. 1666 г. за Маргрета Румор (* 7 ноември 1638; † 11 март 1705), дъщеря на Хайнрих Румор (1600 – 1653) и Ида Брокдорф (1600 – 1668). Те имат 12 деца:
- Дитлев Ревентлов-Хьолтенклинкен (* 9 септември 1666; † 24 януари. 1733, Кил), женен за Магдалена Сибила фон дер Нат († 10 февруари 1717); имат дъщеря
- Хенрих Ревентлов (* вер. 1666)
- Хенинг Ревентлов (* вер. 1666)
- Кристиан Ревентлов (* вер. 1666; † 1694)
- Кристина Августа Ревентлов (* вер. 1666), омъжена на 16 ноември 1708 г. в Кьонигсберг, област Калининград, за Фридрих Вилхелм фон Канитц (1656 – 1719), пруски таен финансов съветник
- Ида Маргарета Ревентлов (* 5 юни 1672, Хемелмарк; † 17 февруари 1730), омъжена на 26 януари 1689 г. за Кристиан Вилхелм фон Лехщен (* 14 октомври 1662; † 5 декември 1723), мекленбургски съветник
- Хайнрих Ревентлов (* 1672 – 1680; † 1 март 1726, Глазау), женен за Августа София Ревентлов (* 1679)
- Анна Емеренция Ревентлов (* 1680, Хемелмарк; † 4 февруари 1753, манастир Уетерсен), 1713 приор в Уетерсен
- Хедвиг Елизабет Ревентлов (1681 – 1744), омъжена пр. 1712 г. за полковник Хенинг фон Аренсторф († 20 юни 1751)
- Шарлота Амалия Ревентлов (* 1681, Хемелмарк), омъжена на 24 октомври 1708 г. за Август Бертхолд фон Лютцов-Зеедорф (* 29 март 1653; † 2 септември 1722, Виена), майор, и съветник в Саксония-Лауенбург
- София Магдалена Ревентлов (* ок. 1684; † 29 юли 1750, Кнооп), омъжена 1713 г. за Фредерик фон Рантцау-Кнооп (* 30 януари 1659, Любек; † 8 февруари 1723, Кил), датски таен съветник (1717)
- Кай Фридрих Ревентлов (* 13 юни 1685, Копенхаген; † 27 ноември 1762, Алтенхоф), женен на 12 април 1710 г. за Хедевиг Ида фон Бухвалд (* 12 март 1690; † 6 юни 1761); имат 15 деца